# Пузырник (род цветковых растений)
Пузы́рник (лат. Colútea) — род деревянистых растений семейства Бобовые (Fabaceae).

## Ботаническое описание

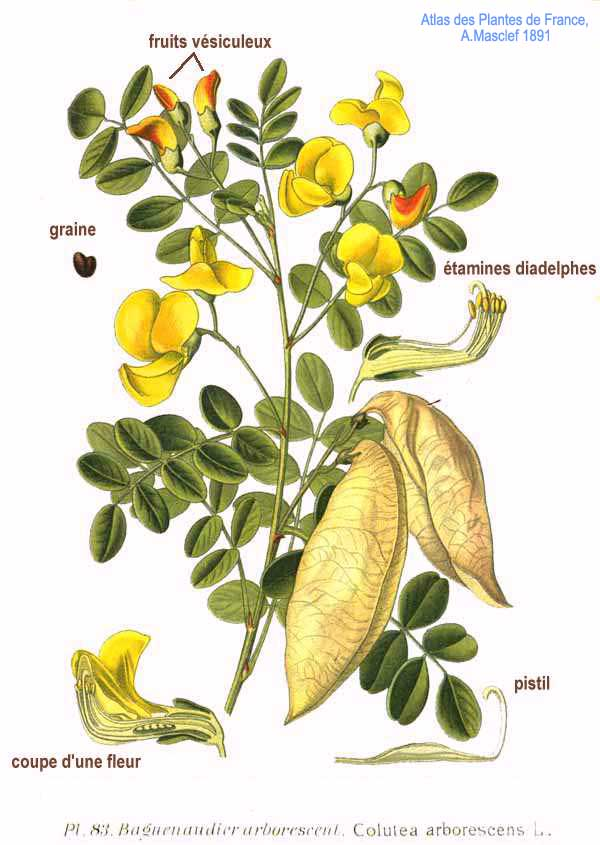
Пузырник древовидный (Colutea arborescens).

Листопадные кустарники с непарноперистыми, очерёдными листьями (у некоторых видов междоузлия молодых веточек бывают настолько укороченными, что листья кажутся собранными пучками).
Соцветие — пазушная кисть с маленькими прицветниками, почти равна длине листьев; прицветнички у основания чашечки, маленькие, иногда отсутствуют.
Чашечка широкая, трубчатая или колокольчатая, покрыта короткими, прижатыми чёрными или белыми волосками; зубцы почти одинаковой длины или два верхних короче. Венчик жёлтый или пурпуровый, в несколько раз длиннее чашечки, ноготки почти равны ей, исключая лодочки, ноготки которой превышают чашечку в 2—3 раза; флаг почти округлый, наверху тупой или слегка выемчатый, прямостоящий, на верхней стороне под ноготком с двумя более или менее выраженными мозолями или даже выростами; крылья продолговатые, серповидные или под прямым углом изогнутые; лодочка широкая, у основания с двумя ушками, на верхушке вытянутая, почти образующая носик.
Тычинок 9 сросшихся и 1 верхняя свободная; тычиночная трубка с косо-срезанным зевом. Завязь на хорошо выраженной ножке; семяпочки многочисленные; столбик в верхней части, вдоль внутренней стороны, бородатый; верхушка столбика сильно крючкообразно загнута. Плод перепончатый или кожистый, вздутый, нераскрывающийся или на конце раскрытый, слегка вогнутый вдоль брюшного (семяносного) шва, часто, при созревании, переворачивающийся спинным швом вверх. Семена почковидные с более или менее нитевидными семяножками, многочисленные.

## Распространение и среда обитания
Виды рода Пузырник распространены в районах с умеренным климатом Евразии (Центральная и Восточная Европа, Кавказ и Закавказье, Малая и Средняя Азия).

## В культуре
Самый распространённый декоративный вид пузырника — Пузырник древовидный с крупными, изящными плодами.

### Место и почва
Пузырник предпочитает солнечное место и бедную песчаную почву, но может хорошо расти также на тяжёлых, глинистых почвах.

### Размножение
Пузырник легко размножается посевом семян весной или зелёными черенками летом.

## Виды
Род включает 30 видов:
- Colutea abyssinica Kunth & C.D.Bouché
- Colutea acutifolia Shap. — Пузырник остролистный
- Colutea afghanica Browicz
- Colutea arborescens L. typus[1] — Пузырник древовидный
- Colutea armata Hemsl. & Lace
- Colutea armena Boiss. & A.Huet — Пузырник армянский
- Colutea atabajevii B.Fedtsch. — Пузырник Атабаева
- Colutea atlantica Browicz
- Colutea brachyptera Sumnev.
- Colutea brevialata Lange
- Colutea buhsei (Boiss.) Shap. — Пузырник Бузе
- Colutea cilicica Boiss. & Balansa — Пузырник киликийский
- Colutea delavayi Franch.
- Colutea gifana Parsa
- Colutea gracilis Freyn & Sint. — Пузырник тонкий, или Пузырник изящный
- Colutea insularis Browicz
- Colutea istria Mill. — Пузырник истрийский
- Colutea jarmnolenkoi Shap. — Пузырник Ярмоленко
- Colutea komarovii Takht. — Пузырник Комарова
- Colutea ×media Willd. — Пузырник средний
- Colutea melanocalyx Boiss. & Heldr.
- Colutea multiflora Shap. ex Ali
- Colutea nepalensis Sims
- Colutea orientalis Mill. — Пузырник восточный
- Colutea paulsenii Freyn — Пузырник Паульсена
- Colutea persica Boiss.
- Colutea porphyrogramma Rech.f.
- Colutea triphylla Bunge ex Boiss.
- Colutea uniflora Beck ex Stapf
- Colutea ×variabilis Browicz